# 421 aC
El 421 aC va ser un any del calendari romà prejulià. Era l'any 333 ab urbe condita o de la fundació de Roma. L'ús del nom «421 aC» per referir-se a aquest any es remunta a l'alta edat mitjana, quan el sistema Anno Domini va ser el mètode de numeració dels anys més comú a Europa.

## Esdeveniments
- Es comença a construir l'Erectèon a l'Acròpoli d'Atenes.[2]
- Atenes i Esparta signen la Pau de Nícias, que va posar fi temporalment a la Guerra del Peloponnès. Plistòanax, rei d'Esparta, va haver d'imposar la seva autoritat perquè els espartans la signessin.[3]
- L'obra La Pau, d'Aristòfanes guanya el segon premi a les Dionísies.[4]
- A Roma van ser elegits cònsols Numeri Fabi Vibulà i Tit Quinti Capitolí Barbat.[5]
- El càrrec de qüestor es va obrir als plebeus aquell any, quan es van elegir dos qüestors més pels temes relacionats amb la guerra. L'any 409 aC tres dels quatre qüestors eren plebeus, segons Titus Livi.[6]
- Els samnites van ocupar Cumes.[7]